# Mai Động (phường)
Mai Động là một phường thuộc quận Hoàng Mai, thành phố Hà Nội, Việt Nam.
Phường Mai Động có diện tích tự nhiên là 0,81 km², dân số năm 2022 là 49.000 người, mật độ dân số 60.493 người/km².

## Địa lý
Địa giới hành chính của phường này như sau: 
- Nam giáp phường Hoàng Văn Thụ
- Bắc giáp phường Minh Khai, quận Hai Bà Trưng
- Đông giáp phường Vĩnh Hưng
- Tây giáp phường Hoàng Văn Thụ.

## Lịch sử
Mai Động có tên cổ là My Động. Năm 1979, khi nạo vét sông Kim Ngưu, những công cụ bằng đá có niên đại khoảng từ 3.500 năm đến 4.000 năm đã được phát hiện.
Vào những năm đầu Công nguyên, Tam Trinh, người quận Cửu Chân, đến Mai Động mở trường dạy văn và võ. Năm 40, khi Hai Bà Trưng phất cờ khởi nghĩa, Tam Trinh đem 3.000 tráng đinh lên Hát Môn tụ nghĩa.
Đầu thế kỷ XV, Mai Động là nơi diễn ra một trận chiến giữa quân Minh do Vương Thông chỉ huy và nghĩa quân của Lê Lợi do Thái giám Lê Nguyễn chỉ huy.

### Hành chính
Phường Mai Động được thành lập ngày 13 tháng 10 năm 1982 trên cơ sở tách thôn Mai Động và xóm Mơ Táo của xã Hoàng Văn Thụ thuộc huyện Thanh Trì cũ, lúc đầu phường thuộc quận Hai Bà Trưng.
Từ 1 tháng 1 năm 2004, phường Mai Động chuyển sang trực thuộc quận Hoàng Mai.

## Đình Mai Động
Đình Mai Động nằm ở ngõ 254 Minh Khai, phường Mai Động, quận Hoàng Mai, Hà Nội.
Đình Mai Động thờ Đức Thánh Tam Trinh. Ngài là tướng của Hai Bà Trưng và đã lập công tích lớn. Ngài cũng là người đã dạy chữ và truyền nghề làm đậu phụ cho người dân ở đây. Ngài là Thành Hoàng làng Mai Động, tiền thân của phường Mai Động bây giờ. Hiện tại trong đình còn lưu giữ 5 bia đá có nội dung về lịch sử vùng đất Mai Động và các nhân vật liên quan.
Về mặt kiến trúc, "nghi môn gồm 4 trụ biểu nhìn ra một gốc đa to và hồ nhỏ hình chữ nhật. Ngoài cổng có tượng đôi voi chầu, mới thay cho sư tử đá. Toà tiền tế rộng 5 gian, cửa bức bàn, thềm cao 5 bậc, đầu hàng hiên có tượng hai vị Hộ pháp đối diện nhau. Tiếp theo là thiêu hương 6 gian nối với hậu cung. Hai bên sân có nhà tả, hữu mạc 3 gian, cũng cửa bức bàn".
Đình Mai Động là di tích lịch sử kiến trúc quốc gia.

## Nghè Mai Động
Nghè Mai Động là nơi ở cũ của Đức Thánh Tam Trinh, phía trước có giếng Ngọc. Nghè được dựng lại vào năm Duy Tân thứ 10 (1916) với tiền tế 5 gian và hậu cung 2 gian, quay hướng tây-bắc, bố cục hình “chữ Tam”.
Nghè Mai Động là di tích lịch sử kiến trúc quốc gia.

## Chùa Mai Động
Chùa Mai động nằm cạnh nghè Mai Động. Trong chùa hiện lưu được một tấm bia niên hiệu Vĩnh Trị thứ 5 (1680), một pho tượng của quận chúa Trịnh Thị Ngọc Sanh và của người em là Trịnh Thị Ngọc Nhị, ngoài ra cũng đã xây thêm Điện Mẫu.

## Hội vật làng Mai Động
Hội vật làng Mai Động được tổ chức từ mùng 4 đến mùng 7 Tết Nguyên Đán (hoặc mùng 6 theo một số nguồn tin). Hội vật quy tụ nhiều lứa tuổi: từ các bô lão, trung niên, thanh niên đến các cháu thiếu niên nhi đồng, tới từ các lò vật trên cả nước. Các hoạt động đặc trưng là đánh trống vật, thực hiện nghi lễ "xe đài" hay "Múa Hạc", người chiến thắng dâng hương lễ thánh. Người thắng cuộc nhận được một phần tiền thưởng từ đóng góp của người dân trong làng.
Hội vật bắt đầu sau lễ rước thánh kiệu tưởng nhớ Đức Thánh Tam Trinh.
Đây cũng là một trong số các nguồn đô vật cho đội tuyển quốc gia.

### Thể lệ
- Trước mỗi trận đấu, các đô vật phải thực hiện nghi thức chào sân.[9]
- Để dành chiến thắng, một đô vật phải thắng liên tiếp ba trận với ba đối thủ khác nhau (đô vật vào thách đấu sau mỗi chiến thắng được gọi là thách đấu để "phá giải").[9]